# Hans Rohrbach
Hans Rohrbach   (Berlín, 27 de febrer de 1903 - Bischofsheim in der Rhön, 19 de desembre de 1993) va ser un matemàtic alemany.

## Vida i Obra
Rohrbach, fill d'un professor universitari de lletres, va cursar els estudis secundaris al Fichte Gymnasium (actual escola Johann Peter Hebel]) del barri berlinès de Wilmersdorf fins al 1921 en que va ingressar a la universitat de Berlín per estudiar matemàtiques, física i filosofia. Després d'una interrupció en els seus estudis els anys 1923 i 1924 per un viatge de propaganda (com ell mateix l'anomenava) als Estats Units per a recaptar fons pels estudiants berlinesos, es va graduar el 1929. Durant tots els seus estudis va ser molt actiu en el sindicat estudiantil, en el qual va conèixer la seva futura esposa Rose Gadebusch. El 1932 va obtenir el doctorat amb una tesi doctoral dirigida per Issai Schur.
A partir de 1929 va ser assistent a la universitat de Berlín fins que el 1936 va passar a la universitat de Göttingen on va obtenir l'habilitació docent i va ser professor fins que el 1938 va ser nomenat professor i director de l'institut de matemàtiques de la universitat de Praga, aleshores ocupada pels alemanys. Des d'aquesta posició va ajudar Gerhard Gentzen contractant-lo com professor, malgrat la seva malaltia mental. L'esclat de la Segona Guerra Mundial va fer que hagués de treballar pel departament d'afers estrangers, desencriptant missatges de les potències aliades. Va compaginar aquesta ocupació amb la docència fins al final de la guerra. En aquesta època, juntament amb Wilhelm Süss, van intercedir per salvar-li la vida al seu col·lega Ernst Mohr. El subgrup del departament de desencriptament sota la seva direcció va ser traslladat a Turíngia el febrer de 1945. Rohrbach i els seus ajudants van ser capturats allà per les tropes nord-americanes l'abril de 1945, després internats a Londres i interrogats sistemàticament per experts angloamericans sobre els mètodes de desxiframent utilitzats. Des del seu departament havien aconseguit trencar diferents codis utilitzats pels nord-americans.
L'octubre de 1945 va retornar a Göttingen, on havia anat a viure la seva família. Totes les seves possessions i manuscrits havien desaparegut a Praga, no tenia feina ni perspectives de trobar-ne, la situació familiar era crítica i només ho va poder superar per la invitació de Gottfried Köthe per a fer de professor visitant a la universitat de Magúncia, acord que es va repetir diverses vegades fins que el 1951 va ser nomenat professor titular en aquesta universitat de la qual va arribar a ser rector el curs 1966-67. El 1969 va passar a serprofessor emèrit i a partir de 1977, en retirar-se definitivament, va viure a Bischofsheim, dedicant-se a l'estudi de la zona fronterera entre ciència i teologia.
Rohrbach és autor d'una quarantena de publicacions científiques. la major part d'elles en teoria de nombres, teoria de grups i criptologia. A més, des de 1952 fins a 1977, va ser editor, juntament amb Helmut Hasse, del Journal de Crelle, una de les més prestigioses revistes de matemàtiques.